# Гноївка

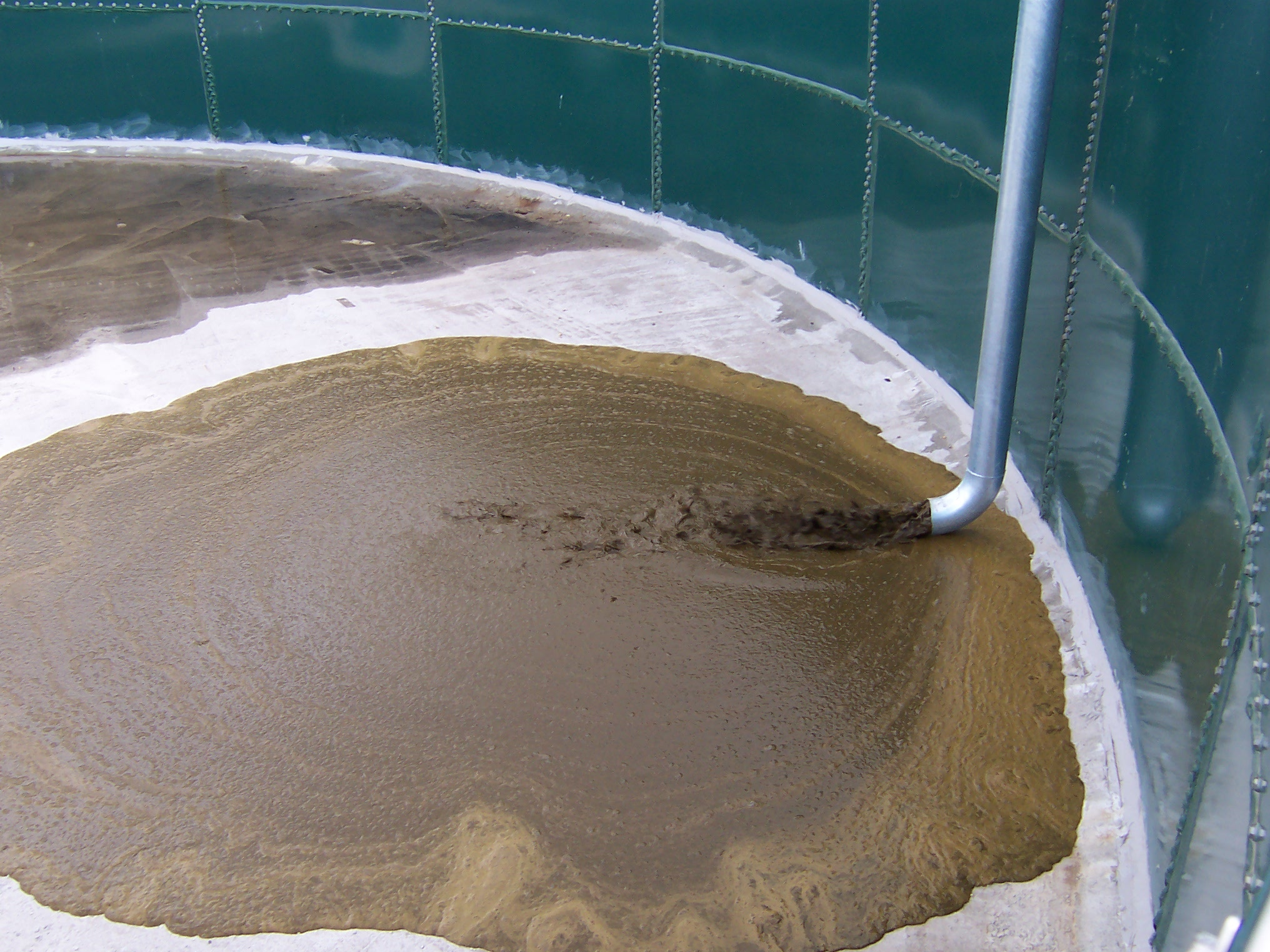
Гноївка в гноївкозбірнику

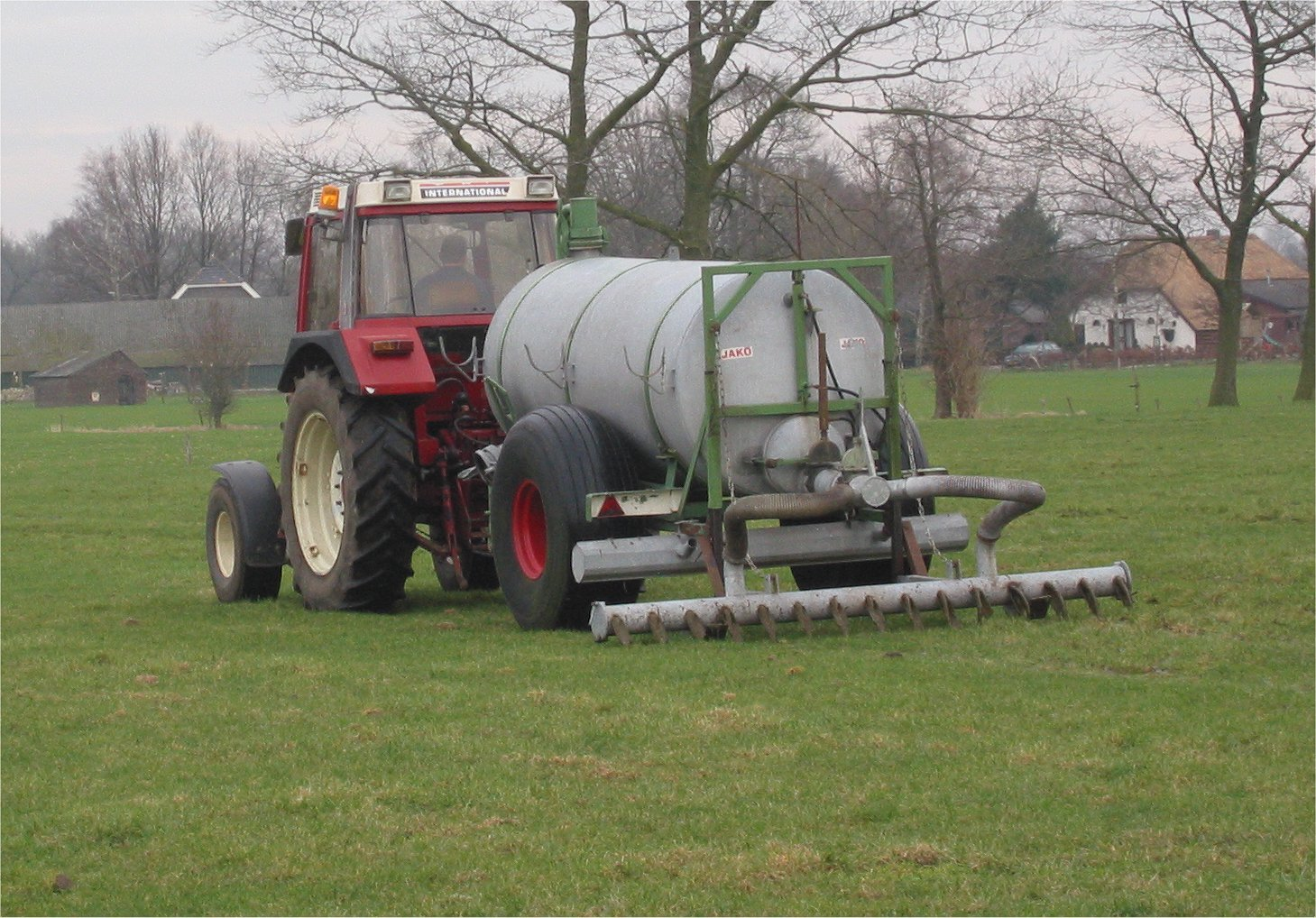
Гноївкорозкидач

Гної́вка — рідка, переброділа суміш виділень (калу і сечі) свійських тварин з водою, що утворюється при утриманні худоби в приміщеннях без підстилки. Стікаючи зі стійл, вона збирається і зберігається в спеціальних спорудах — гноївкозбірниках.
Застосовується в рільництві як натуральне добриво, може використовуватися замість гною. Для внесення гноївки в ґрунт застосовуються машини — гноївкорозкидачі (гноївкорозбризкувачі).

## Склад
Залежно від ступеня розчинення розрізняють:
- густу гноївку з >8 % сухої маси;
- рідку гноївку з <8 % сухої маси.

Гноївка, що має 10 % сухої маси, містить (% від свіжої маси):
- N — 0,38,
- P2O5 — 0,20,
- K2O — 0,41,
- CaO — 0,32,
- MgO — 0,09.

## Вплив на довкілля
Неконтрольований злив гноївки становить загрозу для навколишнього середовища. Законадавчі приписи Євросоюзу дозволяють застосування природних добрив (гноївки, ферментованої сечі, гною) в кількості, що не перевищує 170 кг азоту в чистому складнику на 1 гектар рільничих угідь.